# Sergius Heitz
Sergius Heitz (eigentlich Alfons A. Heitz; * 6. Juni 1908 in Illkirch-Grafenstaden bei Straßburg im Elsass; † 7. Oktober 1998 in Düsseldorf) war ein deutsch-französischer römisch-katholischer und später orthodoxer Priester und Theologe.

## Leben
Sergius Heitz wurde am 24. Juni 1908 im Straßburger Münster römisch-katholisch getauft und erhielt den Taufnamen Alfons. Nachdem er von 1919 bis 1924 das Bischöfliche Gymnasium in Straßburg besucht hatte, studierte er von 1924 bis 1931 an der Katholisch-Theologischen Fakultät der Universität Straßburg Philosophie und Theologie.
Am 16. Juli 1931 wurde Heitz im lateinischen Ritus zum Priester der römisch-katholischen Kirche geweiht. Nach seiner Kaplanszeit war er von 1935 bis 1945 Pfarrer in Hartmannswiller im Oberelsass, wo er einen ökumenischen Arbeitskreis zwischen Lutheranern und Katholiken gründete.
Zu dieser Zeit arbeitete er auch bei der evangelischen Zeitschrift Kirche und Liturgie mit. Außerdem war Heitz Mitherausgeber der kirchlichen Wochenschrift Der Sonntag, die aber 1942 von den Nationalsozialisten verboten wurde. Ferner war er an der Herausgabe des Gesang- und Gebetbuchs für das Bistum Straßburg, Jubilate, beteiligt.
Von 1945 bis 1947 war er Studentenpfarrer in Paris und von 1946 bis 1948 stellvertretender Generalvikar für ausländische Katholiken in Frankreich. Nach einem längeren Prozess konvertierte Heitz zum orthodoxen Glauben und wurde am 24. Juni 1948 in die Orthodoxie aufgenommen. Unmittelbar danach heiratete er Iljena Alexandrowna Gregorian. 1949 wurde er zum Priester für die französischsprachigen Gläubigen des Moskauer Patriarchats in Paris geweiht.
Er war Herausgeber der orthodoxen Zeitschrift Dans l’ Esprit et la Vérité, ferner Dozent am Institut Orthodoxe Saint-Denis (des Moskauer Patriarchats). Allerdings wurde er im Herbst 1949 Hausgeistlicher in Rüschlikon/Zürich, um die ökumenischen Beziehungen nicht zu belasten. Im Mai 1950 wurde sein Sohn Sergius geboren, der unmittelbar nach der Geburt starb. Im Herbst 1950 musste Heitz zurück nach Paris, da ihm die Schweiz keine Daueraufenthaltsgenehmigung erteilte. 1952 wurde seine Tochter Olga in Paris geboren.
1956 riet Erzbischof Johannes von Shanghai und San Francisco, damals Bischof der Russischen Auslandskirche in Versailles, Heitz nach Deutschland überzusiedeln. Dies tat er im ausdrücklichen Auftrag des rumänischen Metropoliten Visarion Puiu, der damals im Pariser Exil amtierte. In Düsseldorf, seiner neuen Heimat, gründete Heitz daraufhin eine deutschsprachige Gemeinde. Kurz darauf gab er die Zeitschrift Orthodoxie Heute heraus.
1966 wurde er zum Erzpriester ernannt. Von 1969 bis zu seinem Tode hielt Heitz samstags orthodoxen theologischen Unterricht in Düsseldorf, zunächst in einer Privatwohnung, zuletzt im Alexianerkrankenhaus in Neuss. 1972 war Heitz Teilnehmer des Landeskonzils der russischen Kirche in Sagorsk (Sergijew Possad), wobei ihm von Patriarch Pimen die Mitra verliehen wurde.
1974 musste Heitz vorübergehend in die russische Diözese des Patriarchats Konstantinopel, also das heutige Exarchat der orthodoxen Gemeinden russischer Tradition in Westeuropa (Paris), wechseln. 1992 wurde er aber wieder in die Jurisdiktion des Moskauer Patriarchats aufgenommen.

## Bedeutung
Sergius Heitz war eine der bedeutendsten Persönlichkeiten der deutschsprachigen Orthodoxie, die durch ihn stark geprägt wurde. Nach seinem Verständnis soll eine Konversion zur Orthodoxie nicht zur Folge haben, dass der Konvertit seine eigene Kultur, Mentalität und Sprache ablegt, wenn er orthodox wird. Es ging ihm dabei um den universellen Anspruch der Orthodoxen Kirche. Seine Lebensaufgabe blieb es stets, der Orthodoxie im Westen einen für alle Christen zugänglichen Raum zu schaffen, weswegen er sich für die Festigung der deutschsprachigen Orthodoxie eingesetzt hat.
Mit Abt Ildefons Herwegen von Maria Laach und Professor Johannes Pinsk in Berlin war Sergius Heitz freundschaftlich verbunden. Außerdem war er mit orthodoxen Theologen wie Chrysostomos Koronaios, dem letzten Direktor des Seminars von Chalki, Patriarch Justin von Bukarest, Metropolit Philaret, Koregent des minderjährigen bulgarischen Zaren, Archimandrit Benedict Ghiuṣ, dem späteren Reformator des rumänischen Mönchtums und Gründer der akademischen Gemeinschaft „vom Brennenden Dornbusch“ („Rugul Aprins“), befreundet.
Die 1973 von Heitz gegründete „Orthodoxe Fraternität für die deutschsprachigen Gemeinden“ bemüht sich, seinem Werk Dauer zu verleihen, und setzt sich für die deutschsprachige Orthodoxie ein.

## Werke (Auswahl)
- Christus in euch. Hoffnung auf Herrlichkeit. Orthodoxes Glaubensbuch für erwachsene und heranwachsende Gläubige. 4. überarbeitete Auflage, Edition Hagia Sophia, Wachtendonk 2016, ISBN 978-3-96321-033-4.
- Mysterium der Anbetung. Bd. 1: Göttliche Liturgie und Stundengebet der Orthodoxen Kirche. Luthe-Verlag, Köln 1986. Bd. 3: Die Mysterienhandlungen der Orthodoxen Kirche und das tägliche Gebet der Orthodoxen Gläubigen. ebd. 1988. Bd. 2 nicht erschienen